# 普塔加山 (帕瑙區)
10°27′47″S 75°58′52″W / 10.46306°S 75.98111°W
普塔加山（Putaqa），是秘魯的山峰，位於該國中部瓦努科大區，由帕奇特阿省的帕瑙區負責管轄，屬於安地斯山脈的一部分，海拔高度4,600米。